# Vipsania Polla
Vipsania Polla (PIR1 V 464 (= P1 0409)) was de dochter van Lucius Vipsanius Agrippa, (een man uit de ordo equester) en zuster van de Romeinse generaal en politicus Marcus Vipsanius Agrippa. Polla leefde tijdens de late Romeinse Republiek en de regering van princeps Imperator Caesar Augustus.
Hoewel deze Romeinse vrouw een voorname matrona (vrouw) was, is er maar weinig geweten over het leven van Vipsania Polla. Het enige dat we weten is dat Polla de constructie van een monument genaamd de Porticus Vipsania verordende.  De Porticus Vipsania, was een zuilengalerij waarin een marmeren kaart van het Imperium Romanum werd tentoongesteld. Haar broer Marcus Agrippa begon met de constructie van de kaart, maar kon deze niet afwerken door zijn onverwachte dood in 12 v.Chr. 
Hoewel de kaart zelf de tijden niet heeft overleefd, kunnen we er ons een voorstelling van maken door de beschrijvingen ervan in de Naturalis Historia van Gaius Plinius Secundus maior en uit de Tabula Peutingeriana.

## Antieke bronnen
- Cassius Dio, LV 8.
- Martialis, I 108, IV 18.
- Plinius maior, Naturalis Historia III 17, VI 139.
- Plutarchus, Galba 25.
- Tacitus, Historiae I 31.

## Referentie
- https://web.archive.org/web/20110514025034/http://www.livius.org/vi-vr/vipsanius/agrippa.html